# Sacha Theocharis
Sacha Theocharis (Bron, 19 november 1990) is een Franse freestyleskiër. Hij vertegenwoordigde zijn vaderland op de Olympische Winterspelen 2018 in Pyeongchang.

## Carrière
Theocharis maakte zijn wereldbekerdebuut in december 2010 in Meribel. In januari 2011 scoorde hij in Mariánské Lázně zijn eerste wereldbekerpunten. In december 2011 behaalde de Fransman in Meribel de eerste toptienklassering in zijn carrière. Tijdens de wereldkampioenschappen freestyleskiën 2013 in Voss eindigde Theocharis als 23e op het onderdeel dual moguls en als 31e op het onderdeel moguls.
Op de wereldkampioenschappen freestyleskiën 2015 in Kreischberg eindigde hij als achtste op het onderdeel moguls en als 23e op het onderdeel dual moguls. In januari 2017 stond de Fransman in Val Saint-Côme voor de eerste maal in zijn carrière op het podium van een wereldbekerwedstrijd. In de Spaanse Sierra Nevada nam Theocharis deel aan de wereldkampioenschappen freestyleskiën 2017. Op dit toernooi eindigde hij als vierde op het onderdeel dual moguls en als achtste op het onderdeel moguls.

## Resultaten

### Olympische Spelen
| Jaar | Plaats      | Resultaten |
| ---- | ----------- | ---------- |
| 2018 | Pyeongchang | 9e Moguls  |

### Wereldkampioenschappen
| Jaar | Plaats        | Resultaten                 |
| ---- | ------------- | -------------------------- |
| 2013 | Voss          | 23e Dual Moguls 31e Moguls |
| 2015 | Kreischberg   | 23e Dual Moguls 8e Moguls  |
| 2017 | Sierra Nevada | 4e Dual Moguls 8e Moguls   |

### Wereldbeker
Eindklasseringen
| Seizoen   | Algm | MO  |
| --------- | ---- | --- |
| 2010/2011 | 186e | 54e |
| 2011/2012 | 86e  | 22e |
| 2012/2013 | 111e | 21e |
| 2013/2014 | 286e | 56e |
| 2014/2015 | 104e | 25e |
| 2015/2016 | 152e | 28e |
| 2016/2017 | 65e  | 11e |
| 2017/2018 | 46e  | 9e  |
| 2018/2019 | 153e | 29e |
| 2019/2020 | 42e  | 8e  |